# كراتيفة بالميرية
كراتيفة بالميرية (الاسم العلمي:Crateva palmeri) هي نوع من النباتات تتبع جنس الكراتيفة من الفصيلة القبارية.